# TV Belgiek

TV Belgiek est une série d'animation de télévision belge créée en 2007.

## Description
Cette série parcourt l'actualité politique, culturelle et sportive de la Belgique de manière décalée, grinçante et satirique. Diffusée en Belgique francophone entre 2007 et 2009 sur RTL-TVI, l'émission change de chaîne en 2010 au profit d'AB3 pour une ultime saison. 
La voix francophone des personnages masculins est celle de Dimitri Oosterlynck (auteur et producteur de TV Belgiek) tandis que les personnages féminins sont interprétés par Stéphanie Coerten. 
Ce programme rappelle les Décodeurs de l'info (version belge des Guignols de l'info diffusée sur Canal+ Belgique en 1994-1995) ou le Bébête Show (émission française de satire politique).
Le mot Belgiek vient du mot Belgique, où la terminaison française -ique est remplacée par une pseudo-terminaison néerlandaise -iek [i:k] (en néerlandais, Belgique se dit België).

## Historique
Le 16 août 2006, le premier épisode de TVBelgiek est diffusé sur la toile, en néerlandais. L'idée est simple, il s'agit d'importer en Flandre un programme satirique tel que Les Guignols, mais en y apportant un caractère flamand.
Le Roi Albert, interprété par Dirk Denoyelle, y est représenté à travers un mélange, entre Louis de Funès et Jacques Chirac.
À l'aube des élections 2007, RTL-TVI propose d'en faire une émission quotidienne, pour la première fois en télévision. André Lamy accepte de jouer le jeu et adapte son interprétation du Albert II de Belgique.
Le 17 mai 2007, le programme débarque sur les télévisions du sud du pays. À la suite du succès, RTL-TVI décide de remettre le couvert en 2008. Quand les élections se profilent en 2009, une troisième saison suit automatiquement.
Mais TVBelgiek ne trouve toujours pas de diffusion fixe. En mai 2010, AB3 offre cette possibilité : 250 épisodes sont programmés en continu, à l'exception des mois de juillet et août. La formule changera légèrement. 
Entre-temps, l'épisode s'intègre dans un mini-JT présenté par le personnage de François de Brigode.
André Lamy et Angélique Leleux, tous deux fidèles à RTL-TVI cessent d'interpréter les voix des personnages. Si les premiers épisodes duraient environ une minute chaque semaine, ils tournent autour des 4 à 5 minutes. Les 230 premiers épisodes sont disponibles en DVD.

## Personnage
| Personnage            | Description |
| --------------------- | --- |
| Albert II             | Il se croit la Belgique entière, il veut choisir lui-même son premier ministre et s'apitoie sur le sort des Diables Rouges.                                       |
| Marc Uyttendaele      | Il est le conseiller bossu du roi. |
| Fabiola               | Elle se prend pour un chien et ne voit pas très bien. |
| Paola                 | Amatrice de mode, elle veut toujours faire un défilé à la moindre occasion. Elle prend souvent le dessus sur son mari.                                            |
| Philippe              | L’aîné du roi ne comprend rien, il va jusqu'à vendre la Belgique.                                                                                                 |
| Laurent               | Il adore les animaux et il est naïf. |
| Elio Di Rupo          | Il se fait servir par Marie Arena et Fadila Laanan, il déteste Charleroi et dit toujours « J'en ai marre ! ».                                                     |
| Nicolas Sarkozy       | Il est amoureux de Ségolène Royal et il est toujours grossier. Il est ami avec Didier Reynders.                                                                   |
| Jean-Claude Van Damme | Il est le conseiller spécial du roi. |
| Michel Daerden        | Il est toujours avec une bouteille à la main et change la conversation vers l'alcool ou la bourse.                                                                |
| Laurette Onkelinx     | Elle est toujours furieuse après quelqu'un. |
| André Flahaut         | Il est pour le réchauffement climatique et il est un connaisseur en armes. Il surnomme Peter De Crem « Le Con ».                                                  |
| Guy Verhofstadt       | Il est surnommé Lapinou par sa mère, ce qui fait rire Didier Reynders.                                                                                            |
| Didier Reynders       | Déguisé en Batman, il se prend pour le sauveur de la Wallonie. |
| Yves Leterme          | Il est surnommé Leterminator ou Dag Vader car il est déguisé en Dark Vador. Après avoir échoué dans la formation du gouvernement, il est surnommé Gaston Lagaffe. |
| Joëlle Milquet        | Elle est la plus chrétienne de l'émission. Elle dit toujours Non.                                                                                                 |
| Isabelle Durant       | Elle est la plus écologiste de l'émission. |
| Anne-Marie Lizin      | Elle se croit la plus sexy. Elle essaie toujours d'être devant la caméra.                                                                                         |
| Louis Michel          | Il est le Jamaïcain de l'émission. Il est surnommé Loulou. |
| Benoît Poelvoorde     | Il est l'animateur de la Rétro 2007. |
| Bart De Wever         | Il est le plus raciste de l'émission. Il tient une boucherie. |
| Pieter De Crem        | Il est le ministre de la défense intérimaire. Il est surnommé par André Flahaut Le Con.                                                                           |

## Épisodes

### Saison 1
N.B. : Les archives sont des épisodes en néerlandais traduites en français
| - Daerden Family - 20/10/2006 (Archive) - Les Délires de Flahaut - 17/11/2006 (Archive) - La crise de VW - 01/12/2006 (Archive) - Les grandes fêtes électives - 16/05/2007 - Sarkozy en visite officielle chez Albert - 22/05/2007 - Star Wars - 23/05/2007 - Le réchauffement climatique - 24/05/2007 - La Belgique est un Pizza - 25/05/2007 - Albert à New York - 28/05/2007 - Le Roi s'ennuie - 29/05/2007 - Bel-Djioum : Province de Chine - 30/05/2007 | - Les Préaccords - 31/05/2007 - Triple zéro sept - 01/06/2007 - Les aventures de Lernout & Hauspie - 04/06/2007 - Tintin, le casting - 05/06/2007 - ASBT : Les minables rouges - 06/06/2007 - ASBT II - 07/06/2007 - La dernière ligne droite - 08/06/2007 - La parabole - 11/06/07 - Zapping - 12/06/2007 - Le coup de fil de Sarkozy - 13/06/2007 - L'EPO - 14/06/2007 | - CDH TV - 15/06/2007 - Le Formateur - 18/06/07 - Le cours de Wallon - 19/06/2007 - Elionette - 20/06/2007 - Eau de Poutine - 21/06/2007 - La vie de Leterme - 22/06/2007 - Le Nin Formateur - 23/06/2007 - Prison Break In - 25/06/2007 - Les Diablotins - 26/06/2007 - S.O.S. Cambriolage - 28/06/2007 - Les Belgofolies de Spy - 29/06/2007 |

### Saison 2
| - Belgopoly - 17/12/2007 (Rétro 2007) - Madame Non - 18/12/2007 (Rétro 2007) - La Marseillaise - 19/12/2007 (Rétro 2007) - BHV - 20/12/2007 (Rétro 2007) - Combat Royal - 21/12/2007 (Rétro 2007) - Discours Royal - 23/12/2007 - Le Lac des Cygnes - 24/12/2007 (Rétro 2007) - AL BERT - 26/12/2007 (Rétro 2007) - Coaching - 27/12/2007 (Rétro 2007) - Le Chicon Royal - 28/12/2007 (Rétro 2007) - Irresponsible Old Drivers (Fô-Faux Contact) - 31/12/2007 (Rétro 2007) - Les Bonnes Résolutions - 01/01/2008 - Verhofstadt Interim - 02/01/2008 - Les Michel à la Pêche - 03/01/2008 - La Fête des Rois - 04/01/2008 - Ben Flawette - 07/01/2008 - Love Is In The Air - 08/01/2008 - GPS - 09/01/2008 - Le Mariage de Bart - 10/01/2008 - Plan de Vol - 11/01/2008 - L'oracle - 14/01/2008 - Petit Gars - 15/01/2008 - Walloneasy Rider - 16/01/2008 - Le Rôti d'Elio - 17/01/2008 - Le Recensement d'Elio - 18/01/2008 | - Mathématique Politique - 21/01/2008 - Ali Ben Mazout - 22/01/2008 - La Boite à Cla-Claques - 23/01/2008 - Classe de Réforme Institutionnelle - 24/01/2008 - Genk - 25/01/2008 - La Vignette - 28/01/2008 - La Bourse - 29/01/2008 - Oesama Van Laden - 30/01/2008 - N1 Academy - 31/01/2008 - Questions Pour Un Grand Con - 01/02/2008 - Le Journal Télévisé - 04/02/2008 - Panique Général - 05/02/2008 - Le Trou - 06/02/2008 - Le Salon Des Inventeurs - 07/02/2008 - Lizin en Arménie - 08/02/2008 - Les Michel - 11/02/2008 - Ben Laden - 12/02/2008 - La Facture - 13/02/2008 - Saint Valentin - 14/02/2008 - Uyttendaele, Onkelinx, PS & Partners - 15/02/2008 - L'alcool - 18/02/2008 - Colloque - 19/02/2008 - La Pollution - 20/02/2008 - Leterme à L'hosto I - 21/02/2008 - Leterme à l'hosto II - 22/02/2008 | - Kososvo - 25/02/2008 - Un Fidèle Ami - 26/02/2008 - Emploi en Flandre - 27/02/2008 - Flanders Splitsing Technology - 28/02/2008 - Le Savoir Vivre, c'est Classe - 29/02/2008 - C.h.O.P.e. - 03/03/2008 - Le Biocarburant - 04/03/2008 - Bart se Retire - 05/03/2008 - Ik Ben Walen - 06/03/2008 - Le Discours - 07/03/2008 - Le Prince du Desert - 10/03/2008 - Le pouvoir d'achat - 11/03/2008 - La Saga des Sagawés - 12/03/2008 - Le Crédit Hypothécaire - 13/03/2008 - Les Préparatifs - 14/03/2008 - La Loi des Contraires - 17/03/2008 - Le Roy..aume de B......e - 18/03/2008 - L'Épisode sans Son - 19/03/2008 - La Bombe Humaine - 20/03/2008 - Le Gouvernement en CDD - 21/03/2008 - China vs. Tibet - 24/03/2008 - La Pub - 25/03/2008 - Les Sujets qui Fâchent - 26/03/2008 - Mosquito - 27/03/2008 - Dis Papa - 28/03/2008 - La Neige - 31/03/2008 - 1er avril - 01/04/2008 |